# Sidi Othmane
Sidi Othmane (arabiska: سيدي عثمان) är ett arrondissement i Casablanca i Marocko. Antalet invånare var 220 047 vid folkräkningen 2014.